# Plumstead Common
Plumstead Common est un parc urbain commun situé à Plumstead, dans l'arrondissement royal de Greenwich, au sud-est de Londres. D'une surface de 41 hectares, il fait partie de la chaîne verte du sud-est de Londres.

## Géologie
Le common contient des dépôts de puddingstone, un conglomérat formé au cours d'une période de réchauffement climatique il y a 60 millions d'années. La roche se trouve plus généralement au nord de la Tamise dans le Hertfordshire, voir Pudding de Hertfordshire.

## Histoire
Plumstead Common a été mentionné pour la première fois dans le Domesday Book en 1086 (Plumstede). Le nom fait référence à un endroit où poussent les prunes.
Au XIXe siècle, de plus en plus de terres communes ont été vendues pour la construction de logements pour la main-d'œuvre croissante du Royal Arsenal. L’arrivée des chemins de fer a accéléré ce processus. Les habitants de Plumstead ont déclaré qu'ils avaient le droit de faire paître leur bétail sur les terres de Plumstead Common et de les utiliser pour des activités sportives et récréatives. En juin 1876, ces manifestations attirent le militant irlandais John De Morgan qui, le 1er juillet, conduisit les manifestants de Woolwich Arsenal à la maison d'Edwin Hughes (chef du parti conservateur), abattant illégalement des barrières érigées sur leur chemin. John De Morgan a été arrêté et envoyé en prison pendant dix-sept jours. Les émeutes ont abouti à la loi de 1878 sur le Plumstead Common Act, qui garantissait que cent acres de terre resteraient à jamais un espace public ouvert.
Edwin Cross fut le dernier roturier connu à exercer le droit de laisser paître du petit bétail (chèvres) dans Plumstead Common et son voisin Woolwich Common dans les années 1970. [réf. nécessaire]

## Bâtiments et événements culturels
Des vestiges substantiels du Vieux Moulin sont toujours présents et ont été incorporés dans la maison publique du même nom. À proximité se trouve l'école Plumstead Manor. L'ancien pub Prince of Wales se trouve dans l'angle sud-ouest du common.
Plumstead Common est le lieu de l'événement Plumstead Make Merry, le plus ancien festival communautaire organisé dans l'arrondissement royal de Greenwich et organisé volontairement par un groupe de passionnés de la région. Plumstead Common est également le lieu de la populaire Mela asiatique, décrite comme le " carnaval asiatique de Notting Hill ".

## Photos

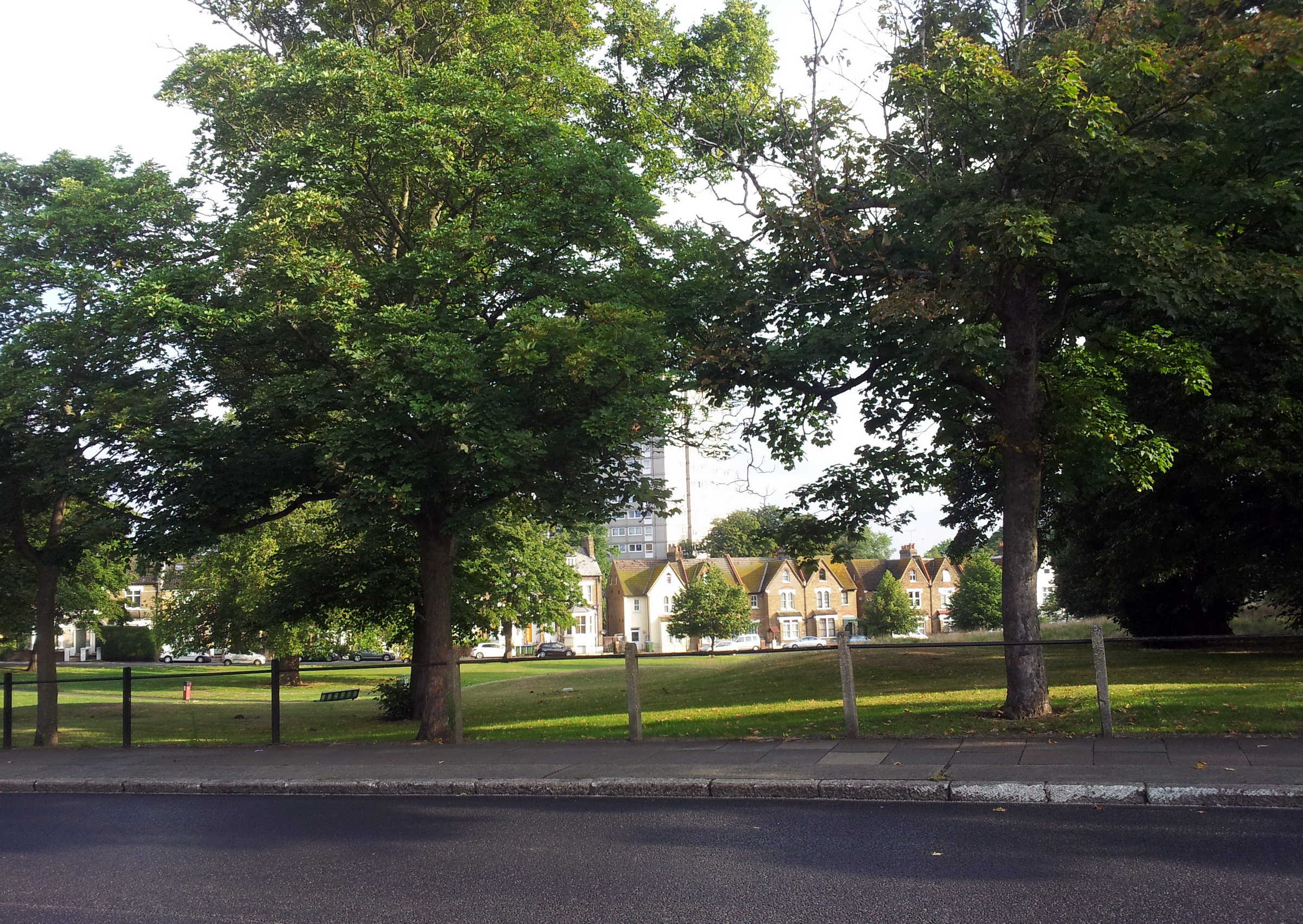
Plumstead Common Road
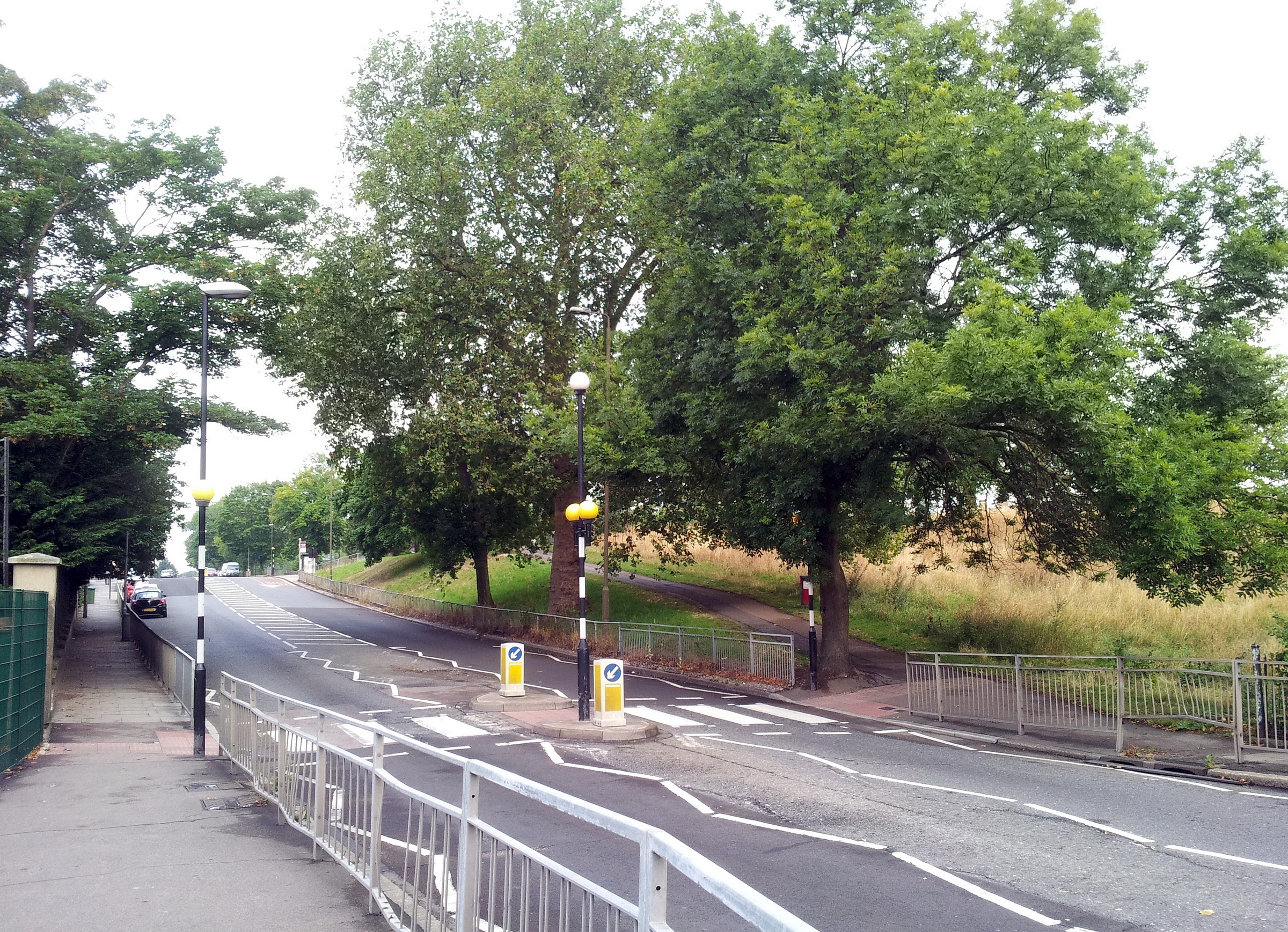
Plumstead Common Road
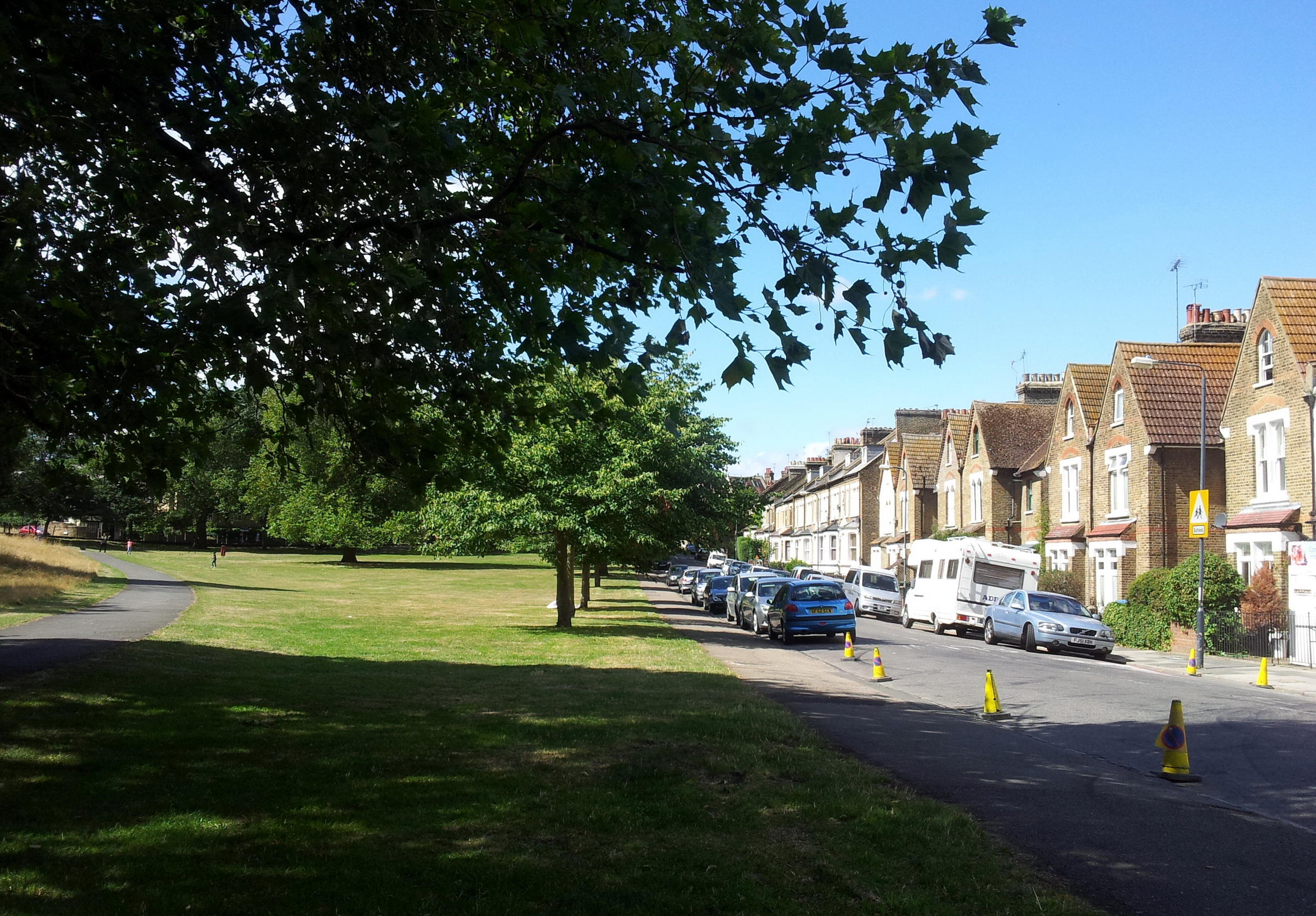
St Margareth's Grove
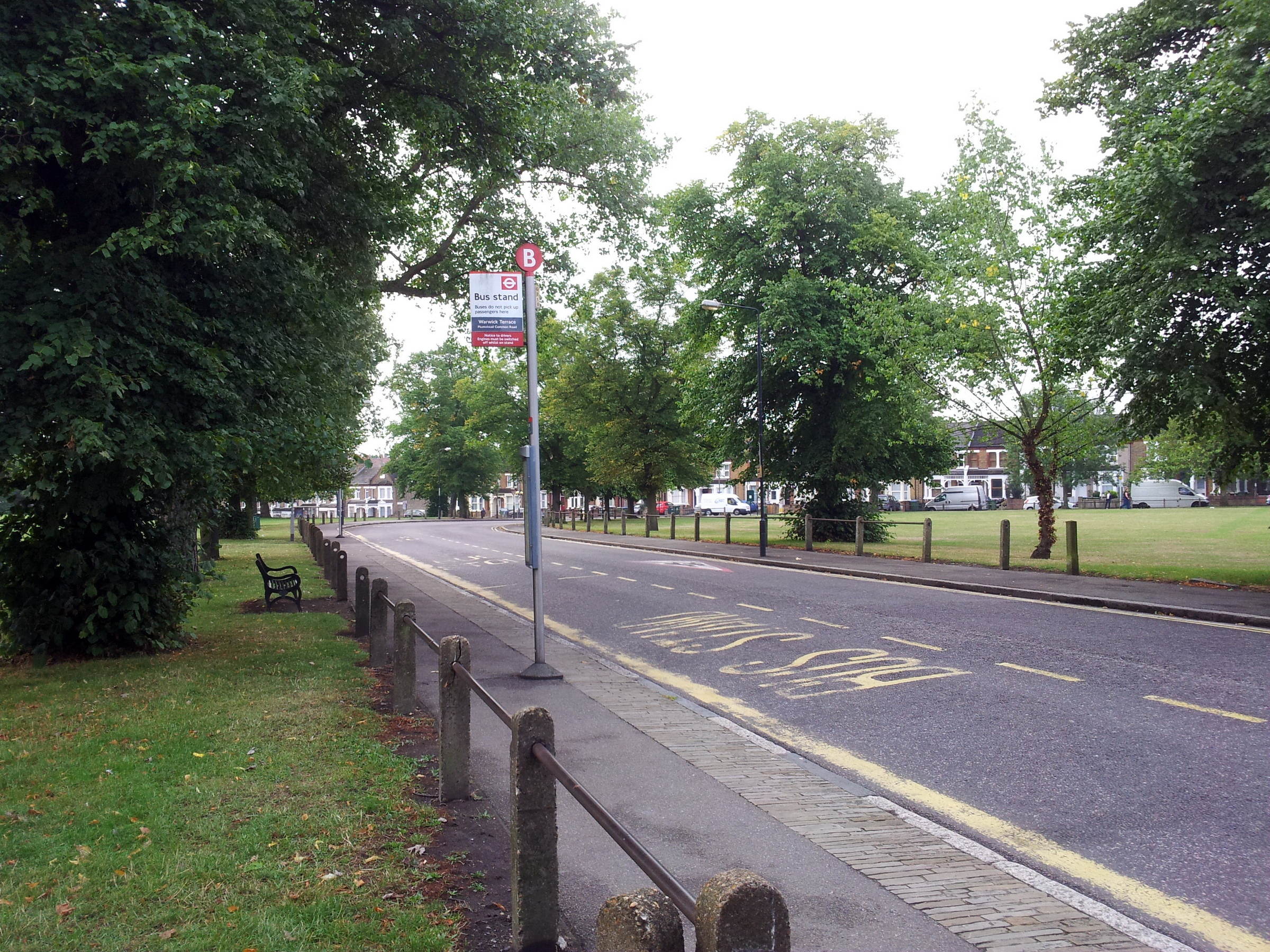
Arrêt de bus Warwick Terrace
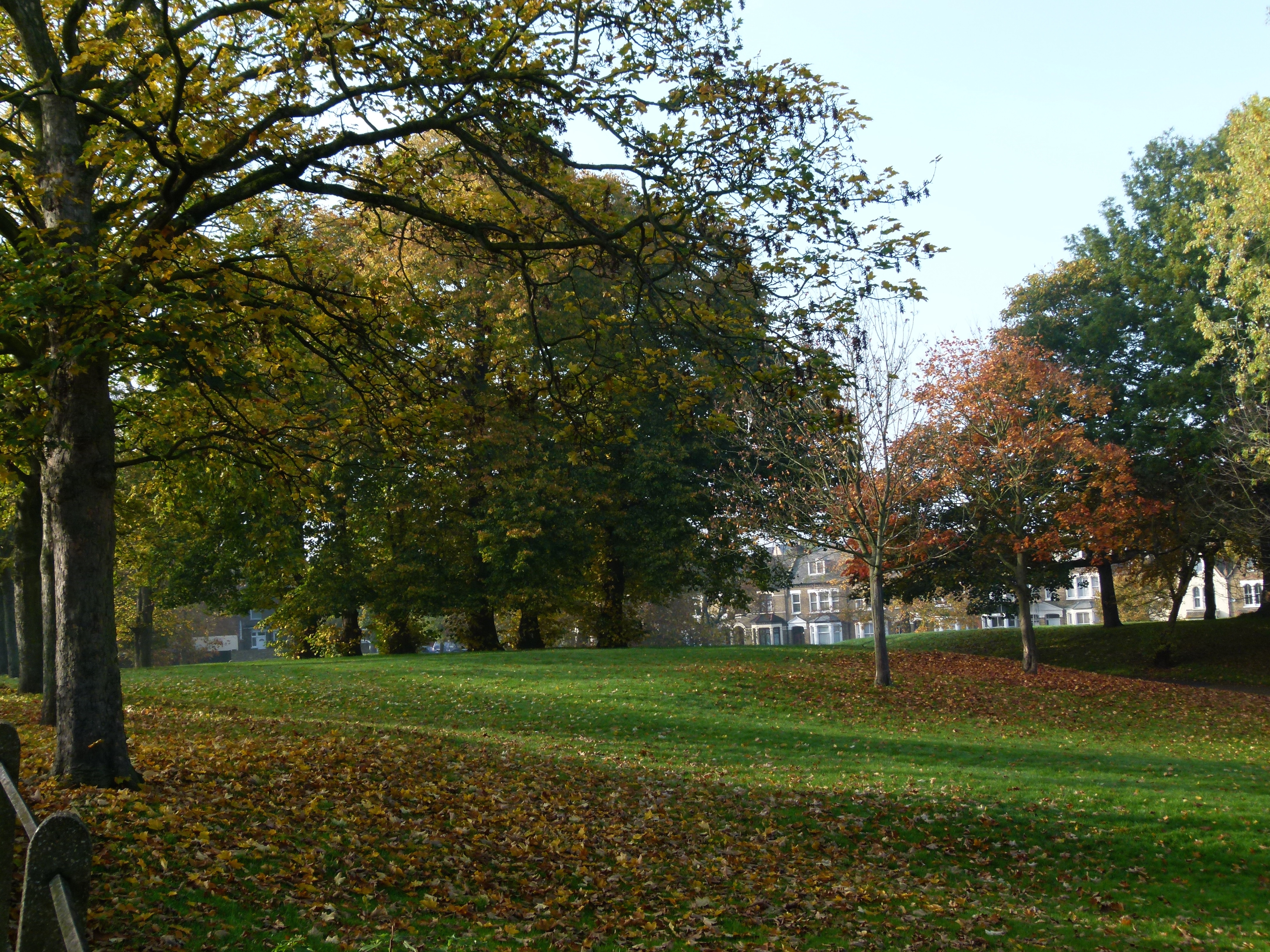
Partie occidentale
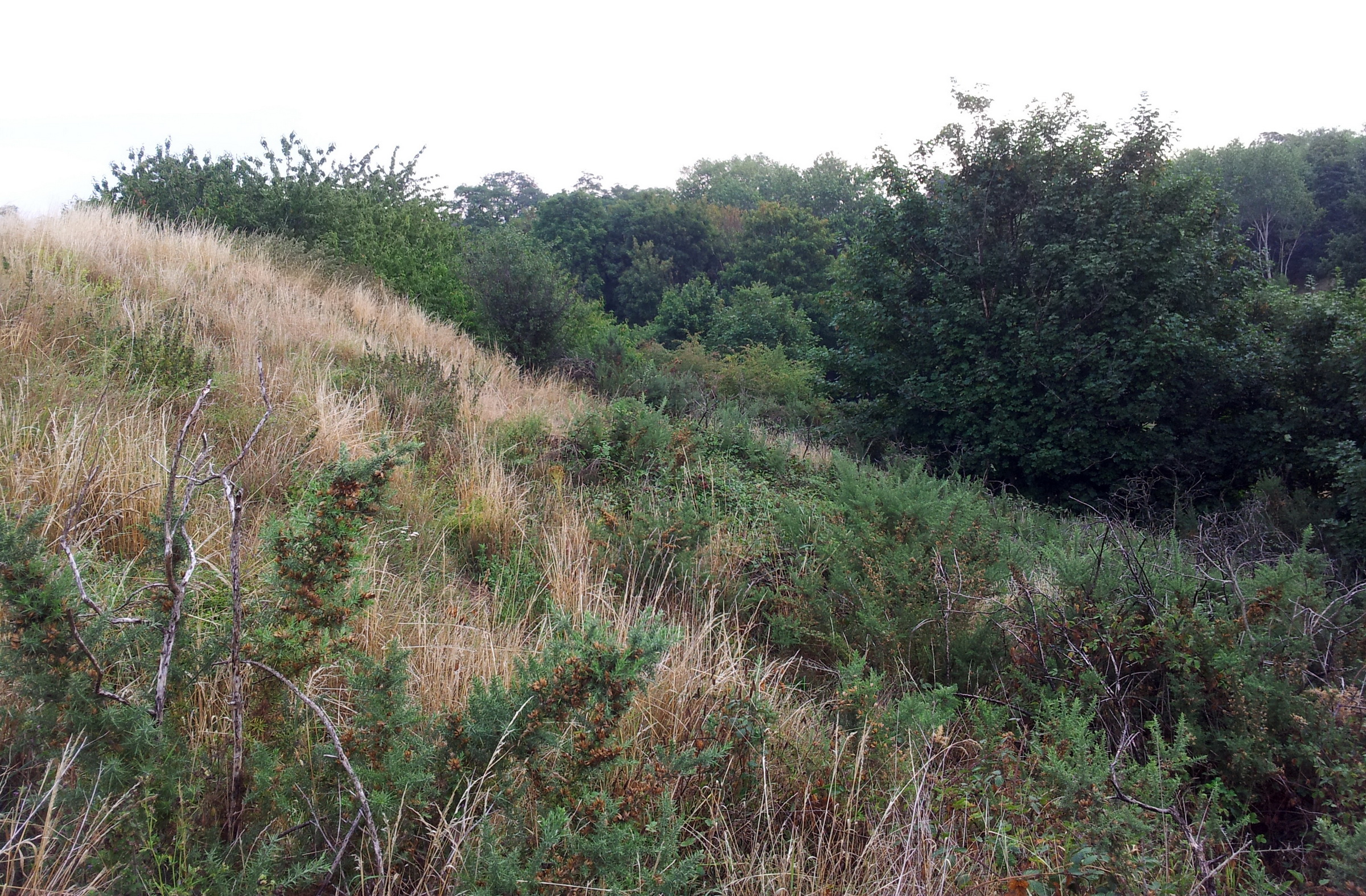
Partie orientale
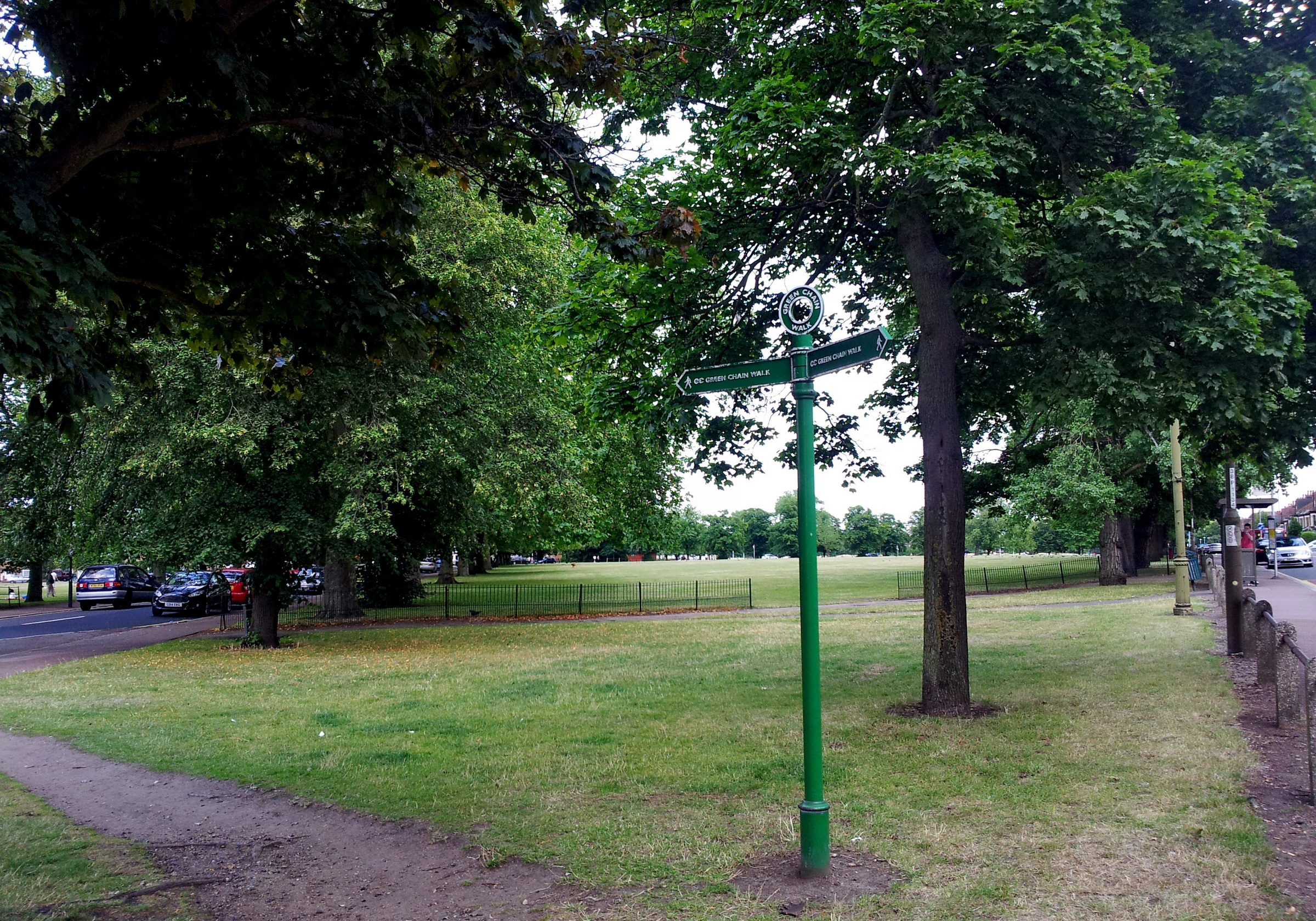
Chaîne verte
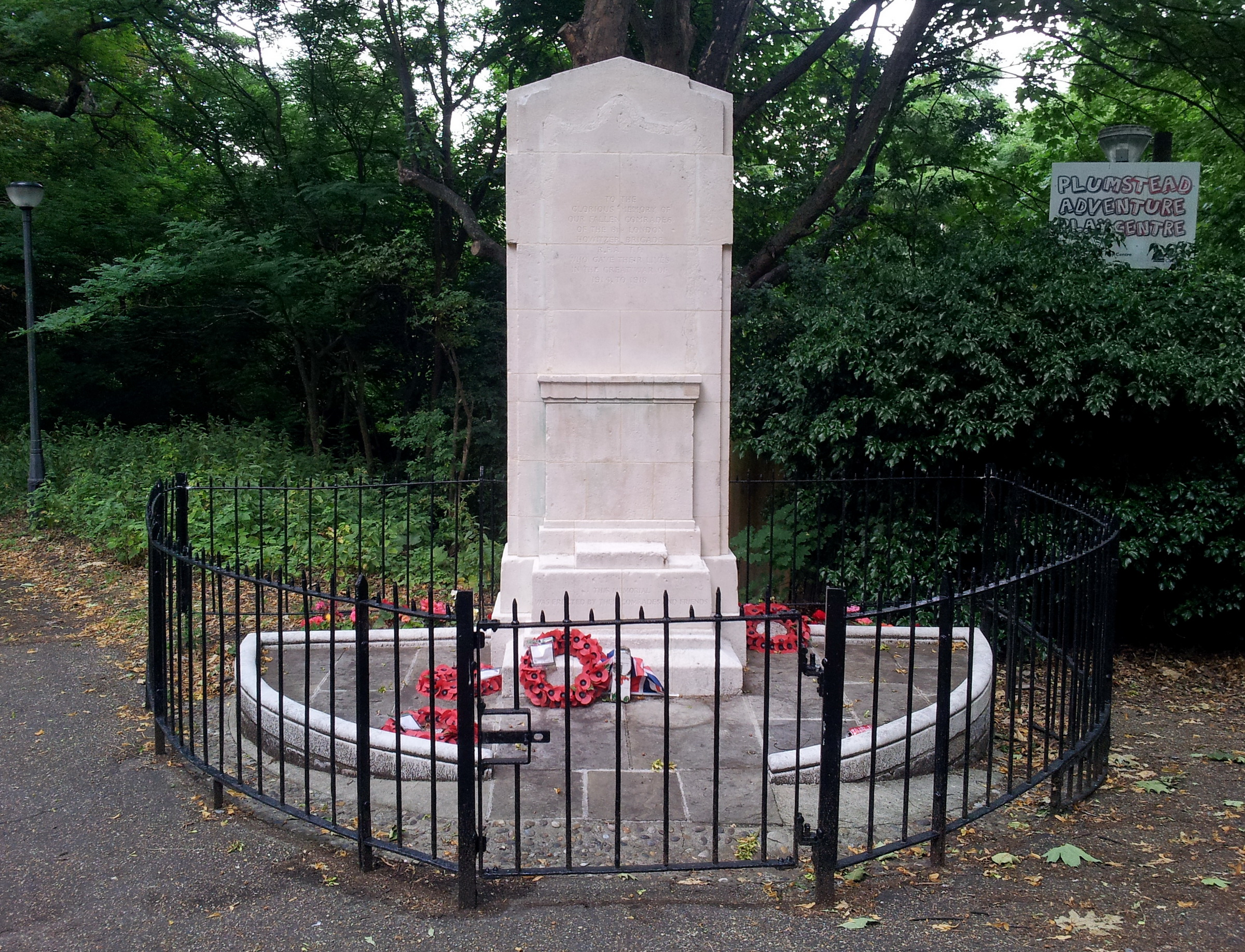
Mémorial de la première guerre mondiale